# Martina Mikulášková
Martina Mikulášková, née le 13 août 1993 est une coureuse cycliste tchèque, spécialiste du cyclo-cross.

## Palmarès en cyclo-cross
- 2010-2011
  - 3e du championnat de République tchèque de cyclo-cross
- 2011-2012
  -  Championne de République tchèque de cyclo-cross
- 2012-2013
  - 2e du championnat de République tchèque de cyclo-cross
- 2013-2014
  -  Championne de République tchèque de cyclo-cross
  -  Médaillée d'argent au championnat d'Europe de cyclo-cross espoirs
- 2014-2015
  - 2e du championnat de République tchèque de cyclo-cross
- 2016-2017
  -  Championne de République tchèque de cyclo-cross
  - Classement général de la Toi Toi Cup

## Palmarès sur route

### Par années
- 2016
  - 3e du championnat de République tchèque sur route

### Classements mondiaux
| Année                                 | 2016 |
| ------------------------------------- | ---- |
| Classement UCI                        | 459e |
|                                       |      |
| Légende : nc = non classéSource : UCI |      |